# Liliana Weimer
Liliana Weimer (Buenos Aires, 13 de agosto de 1955) es una actriz argentina de cine, teatro y televisión que ha realizado extensas carreras tanto en su país como en México.

## Biografía
Realizó estudios de actuación primeramente en Argentina, con Augusto Fernández. En 1985 la producción de la telenovela mexicana Vivir un poco se traslada a Buenos Aires para grabar sus primeras escenas, el productor Valentín Pimstein invita a Liliana a participar en ella, aquí debuta como actriz interpretando a Silvina, la compañera de celda de la protagonista, Andrea (interpretada por Angélica Aragón) y que se enamora del hijo de ésta, Adrián, papel a cargo de Arturo Peniche. Liliana viaja a México para continuar con su papel en la telenovela, la cual resulta un hit en el país azteca. Por el éxito cosechado, decide radicarse en México donde prosigue con sus estudios de actuación, esta vez con el maestro Luis de Tavira en la UNAM. Con una carrera en ascenso, continúa participando en telenovelas como Pobre juventud, Monte Calvario y la exitosa Rosa salvaje. 
Durante 1988 vuelve a la Argentina donde participa en Ella contra mí, el remake de la exitosa telenovela Rolando Rivas, taxista, estrenada en 1972 y protagonizada por Claudio García Satur y Soledad Silveyra. En 1989 viaja nuevamente a México donde radica por siete años, participando en telenovelas como Simplemente María, En carne propia y Agujetas de color de rosa, donde interpretó a una de las villanas de la primera temporada. Al año siguiente (1995) participa en un capítulo de la serie Mujer, casos de la vida real.
En 1996 vuelve nuevamente a la Argentina, donde reside hasta el día de hoy. Además de su trabajo en televisión, ha participado en puestas en escena como Shangay, Segundo cielo, Urdinarrain e Hijo con mochila de viaje, entre otras. En 2005 participó en la película Los suicidas.
Desde 2003 a la fecha es una de las responsables de la sala de teatro Abasto Social Club.

## Filmografía

### Telenovelas
- Agujetas de color de rosa (1994) .... Patricia Dávila
- En carne propia (1990-1991) .... Coral Labrada
- Simplemente María (1989-1990) .... Brenda
- Ella contra mí (1988)
- Rosa salvaje (1987) .... Vanessa de Reynoso
- Monte Calvario (1986) .... Susana
- Pobre juventud (1986) .... Rosina
- Vivir un poco (1985) .... Silvina
- Tal como somos (1984) .... Inés
- Gabriela (1981-1982) .... Alicia
- Me caso con vos (1981) .... Agustina
- Barracas al sur (1981) .... Perla
- Rosas para su enamorada (1980) .... Andrea Schroeder
- Estación Terminal (1980) .... Marta

### Series de TV
- Los médicos de hoy 2 (2001)
- Son cosas de novela (1996)
- Mujer, casos de la vida real (1995) (episodio "El silencio")

### Películas
- Solo y conmigo (2000)
- Los suicidas (2005) .... Viuda
- Relatos salvajes (2015)

## Teatro
- Hijo con mochila de viaje
- Urdinarrain
- La patria submarina
- El rosal de las ruinas
- Leonce y Lena
- Segundo cielo
- El cuento del violín
- Shangay
- La señora presidenta